# لامبرت كادوالادر
لامبرت كادوالادر (بالإنجليزية: Lambert Cadwalader)‏ (من مواليد 1742 - 13 سبتمبر، 1823) هو تاجرً أمريكي وزعيمًا في نيوجيرسي وبنسلفانيا قاتل في حرب الاستقلال الأمريكية، ثم مثل نيو جيرسي في مؤتمر فيلادلفيا ومجلس النواب الأمريكي.

## حياته المُبكرة
وُلد لامبرت في ترينتون بنيو جيرسي، إلى الطبيب توماس وهانا كادوالادر. وبحلول عام 1750، عادت عائلته إلى فيلادلفيا بولابة بنسلفانيا، حيث التحق بأكاديمية الدكتور أليسون.
وفي عام 1757، التحق لامبرت بكلية سيتي (التي أصبحت في في وقت لاحق جامعة بنسلفانيا، لكنه لم يتخرج، وبدأ بدلًا من ذلك العمل مع أخيه جون كادوالادر.
وُلد لامبرت في ترينتون بولاية نيو جيرسي، وهو ابن الطبيب توماس كادوالار وهانا كادوالادر. وبحلول عام 1750، عادت عائلته إلى فيلادلفيا بولاية بنسلفانيا، حيث التحق بأكاديمية الدكتور أليسون.
وفي 1757، التحف لامبرت بكلية سيتي (التي سُميت لاحقًا بجامعة بنسلفانيا)، لكنه لم يتخرج. وبدأ بدلًا من ذلك بالعمل أخيه جون كادوالادر.

## مسيرته المهنية
كانت أعمال الأخوين ناجحة وأصبحا أكثر نشاطًا في الشؤون المدنية في فيلادلفيا وبنسلفانيا. وقع الأخوين على اتفاقية عدم الاستيراد في عام 1765، لدعم مقاطعة التجار الإنجليز. أصبح لامبرت معارضًا صريحًا بشكل خاص لقانون الطوابع . وفي عام 1774، انتُخب لعضوية مجلس المحافظة، ثم عُيّن في لجنة المراسلات بالمدينة في فيلادلفيا .

## كفاحه الثوري
عاد لامبرت مرة أخرى في عام 1775 إلى الجمعية الاستعمارية. وتقدم لعضوية القوات الحربية وتم تعيينه كابتن إحدى الشركات المُنشأة في المدينة. ولعب لامبرت في ربيع عام 1776 دورًا بارزًا في الدعوة إلى عقد مؤتمر دستوري للدولة. تم تسميته كمندوب، لكنه حضر الاجتماعات الأولى فقط بموجب الواجب العسكري.
وفي يناير 1776، ترقّى كادوالادر إلى رتبة كولونيل من كتيبة بنسلفانيا الثالثة للجيش القاري. ثم ذهب في في وقت متأخر من الصيف إلى نيويورك للمساعدة في الدفاع عن تلك المدينة. بدأ العمل على بناء الدفاعات في فورت واشنطن في أغسطس، ثم عمل مع جورج واشنطن بعد معركة بروكلين لإقامة دفاعات في مرتفعات بروكلين، لكنهم أُجبروا على الانسحاب إلى مانهاتن في 30 أغسطس، لأن البريطانيين كانت أعدادهم هائلة.
عاد لامبرت إلأى بنسلفانيا للدفاع عن فورت واشنطن. وفي بداية معركة فورت واشنطن في 15 نوفمبر، كان لامبرت يحمي الخط القديم في مرتفعات هارلم في مواجهة فوجين بريطانيين، سقط منهم ثلاثة جنود على مؤخرة السفينة، وأُجبر الأمريكيون على الانسحاب إلى الحصن. عندما استسلم العقيد ماغو للقلعة في اليوم التالي، كان لامبرت من بين السجناء، ولكنه سرعان ما تم الإفراج عنه، بعد منحه الإفراج المشروط من الجنرال هاو. كان الإفراج السريع عن لامبرت يرجع جزئيًا إلى اعتبار والده، الدكتور توماس كادوالادر، قد قدم معروفًا للجنرال ريتشارد بريسكوت عندما كان أسيرًا في حرب في فيلادلفيا عام 1776.

## حياته الشخصية
تزوج لامبرت في 1793 في وقت متأخر من حياته من ماري ماكول (1764-1848)، ابنة الأرشيبالد جوديث ماكول. وأنجبا طفلًا واحدًا.
تُوفي لامبرت في جرينوود بترينتون في مقاطعة ميرسر بولاية نيو جيرسي في 13 سبتمبر 1823 ودُفن في ترينتون.